# Helvella phlebophora
Helvella phlebophora är en svampart som beskrevs av Pat. & Doass. 1886. Helvella phlebophora ingår i släktet Helvella och familjen Helvellaceae.   Inga underarter finns listade i Catalogue of Life.